# Новое Село (Иркутская область)
Но́вое Село́ — деревня в Нижнеудинском районе Иркутской области. Входит в состав Каменского муниципального образования.

## География
Деревня находится на расстоянии 11 км к западу от города Нижнеудинск, административного центра района.

## Население
| 2002 | 2010 | 2011 | 2012 |
| ---- | ---- | ---- | ---- |
| 142  | ↗162 | →162 | ↗163 |

## Улицы
- ул. Береговая,
- ул. Заречная,
- ул. Шевченко.